# أليكسي سيريبرياكوف
أليكسي سيريبرياكوف (بالروسية: Алексей Серебряков)‏ هو لاعب كرة قدم روسي في مركز الوسط، ولد في 10 يوليو 1976. لعب مع FC Sodovik Sterlitamak ‏.